# ワズルス
『ワズルス』（原題：The Wuzzles）は、ウォルト・ディズニー・ピクチャーズ・テレビジョン・アニメーション・グループが制作したアメリカ合衆国のテレビアニメ。アメリカでは1985年9月14日から12月7日までCBSにて全13話が放送された。

## 概要
過去に複数の劇場作品を手掛けたディズニーがテレビ放送用にオリジナルアニメ作品として製作し、本作はその第1作目として放映が行われた。
当時、ムラカミ・ウルフ・スウェンソンを経営していた作家のフレッド・ウルフを製作者として迎え入れるなど、今までとは異なる制作スタッフによって制作され、以降のディズニーテレビシリーズでも本作の制作体制が一部踏襲されている。
本作より、東京ムービー新社が初めてディズニーとの契約を経てアニメーション制作を担当し、1989年にウォルト・ディズニー・アニメーション・ジャパンに交代するまでディズニーテレビシリーズへの委託作業が続いた。
主な内容として、ワズルスの街に暮らす動物の妖精たちが大冒険を繰り広げる物語となっている。
放送中はハズブロによってぬいぐるみなどの玩具が発売された。

## 登場キャラクター

### ワズルスと仲間たち
バンブルライオン
声 - ジム・カミングス
エレルー
声 - ヘンリー・ギブソン
バターベア
声 - キャサリン・ヘルピー・シプリー
ムーセル
声 - ビル・スコット
ホッポポタマス
声 - アンネ・ウーレイ
ライノキー
声 - アラン・オッペンハイマー

### 悪役
クロコサウルス
声 - アラン・オッペンハイマー
ワズルズを恨む悪者。
ブラット
声 - ビル・スコット
クロコサウルスの1人目の相棒。
フリザード
声 - ブライアン・カミングス
クロコサウルスの2人目の相棒。

### その他
ナレーション
声 - スタン・フレバーグ
姿の無きナレーターで、いつもワズルズの様子を観察している。

## スタッフ
- プロデューサー・監督 - フレッド・ウルフ
- ストーリーエディター - ケン・クーンス、デイビット・ウィーマーズ
- 背景 - パロ穂積
- アニメーション監督 - ヴィンセント・デイビス
- 音楽 - トム・チェイス、スティーブ・ラッカー
- アニメーション制作 - 東京ムービー新社[2]
- 製作 - ウォルト・ディズニー・ピクチャーズ・テレビジョン・アニメーション・グループ

## 放映リスト
| #  | サブタイトル                        | 放送日         |
| -- | ----------------------------------- | -------------- |
| 1  | Bulls of a Feather                  | 1985年 9月14日 |
| 2  | Hooray for Hollywuz                 | 9月21日        |
| 3  | In the Money                        | 9月28日        |
| 4  | Crock Around the Clock              | 10月5日        |
| 5  | Moosel's Monster                    | 10月12日       |
| 6  | Klutz on the Clutch                 | 10月19日       |
| 7  | Bumblelion and the Terrified Forest | 10月26日       |
| 8  | Eleroo's Wishday                    | 11月2日        |
| 9  | Ghostrustlers                       | 11月9日        |
| 10 | A Pest of a Pet                     | 11月16日       |
| 11 | The Main Course                     | 11月23日       |
| 12 | Class Dismissed                     | 11月30日       |
| 13 | What's Up, Stox?                    | 12月7日        |

## 主題歌
オープニングテーマ「The Wuzzles」
歌 - ステファン・ガイヤー

## カメオ出演
- ダックテイルズ - 第71話「キットの消えた荷物」にバターベアーとライノキーが登場。本作とは異なりリアルな動物として描かれており、一言も喋らない。